# Tipula (Yamatotipula) lateralis
Tipula (Yamatotipula) lateralis is een tweevleugelige uit de familie langpootmuggen (Tipulidae). 

## Beschrijving
Tipula lateralis is een soort die vrij eenvoudig van de andere, in Nederland voorkomende, langpootmuggen te onderscheiden is. 
Het dier is te herkennen aan de wittige vlekken en donker aangezette aders van de vleugels en een zwarte lijn over de thorax die net 
achter de ogen begint. Meest opvallend is wel de lichte streep over de lengte van het achterlijf, andere Nederlandse soorten hebben die 
niet of hebben juist een donkere streep over de rug. Het dier kan ongeveer 2 cm lang worden  

## Voorkomen en habitat
De soort komt algemeen voor in Nederland en in heel het Palearctisch gebied.
De volwassen langpootmuggen zijn van Maart tot Oktober te vinden in de buurt van, bij voorkeur stromend, water waar het vrouwtje
haar eitjes afzet, net onder de waterspiegel, op waterplanten. In tegenstelling tot de meeste andere Nederlandse langpootmuggen 
leven de larven namelijk gedeeltelijk in het water en eten ze rotte bladeren op de bodem. 